# 抗拒他的手

《抗拒他的手》，比爾·史通漢作

《抗拒他的手》(英文：The Hands Resist Him)是藝術家比爾·史通漢（Bill Stoneham）於1972年創作的一幅畫作。它描繪了一個站在玻璃鑲板門前的男孩及一尊女性人偶，從門後的陰影伸出無數隻手掌貼在玻璃上。根據史通漢的說法，畫中的男孩是根據自己五歲時的照片所繪；玻璃門象徵虛幻/夢境與現實/清醒世界的分界線；人偶是引導男孩穿梭兩個世界的嚮導；無數的手則代表未知的命運。
 
隨著畫作於2000年2月在eBay上發佈出售，其詭譎的氛圍與賣方聲稱其遭詛咒的事件，使它成為網路迷因與都市傳說的寵兒，以「被詛咒的eBay畫作」廣為人知。

## 歷史
1970年代初，這幅畫首次展出於比佛利山的芬加藤畫廊，後由知名演員約翰·馬利買下。 馬利過世後，該畫作流傳到加利福尼亞州一對開設啤酒廠的老夫婦手中。2000年2月，老夫婦將該畫作發布於eBay，並聲稱該畫作帶有某種形式的詛咒，例如畫中的人物會在夜間變換位置，有時甚至走出畫作，在畫作所在的房間內徘徊。賣方還在清單中附上一系列照片作為證據：照片中的女姓人偶正持槍威脅男孩，逼使他逃出畫作。除此之外，清單中還包含免責聲明，若買主遭遇不測，賣方可免於承擔全部責任。

相關訊息在網路上傳播開來，《抗拒他的手》的拍賣頁瀏覽次數迅速突破3萬以上。許多網友聲稱僅觀看該畫作的照片，便會使人感到不適。在都市傳說的推波助澜下，原本開價199美元的《抗拒他的手》收到30個出價，最終以1,025美元的價格售予大急流城的知覺畫廊。事後史通漢對這幅畫衍生的傳聞感到訝異，他認為照片中的槍枝只是一堆乾電池與糾纏的電線。 但他隨後也回憶道，最初展示這幅畫的畫廊負責人及對其進行審查的藝術評論家，都在與這幅畫接觸後的一年內去世。

## 續作
鑒於《抗拒他的手》的名氣水漲船高，史通漢之後繪製了一系列續作並發布於個人網站上，有《門檻前的抗拒》(Resistance at the Threshold)、《啟示的門檻》(Threshold of Revelation)及帶有前傳性質的《創造他的手》(The Hands Invent Him)。2017年3月15日，《創造他的手》被拉斯維加斯一間鬼屋博物館買下。